# Гіжицко
Гіжи́цко (пол. Giżycko, нім. Lötzen) — місто в північно-східній Польщі. Знаходиться між озерами Мамри та Негоцін.
Адміністративний центр Гіжицкого повіту Вармінсько-Мазурського воєводства.

## Галерея

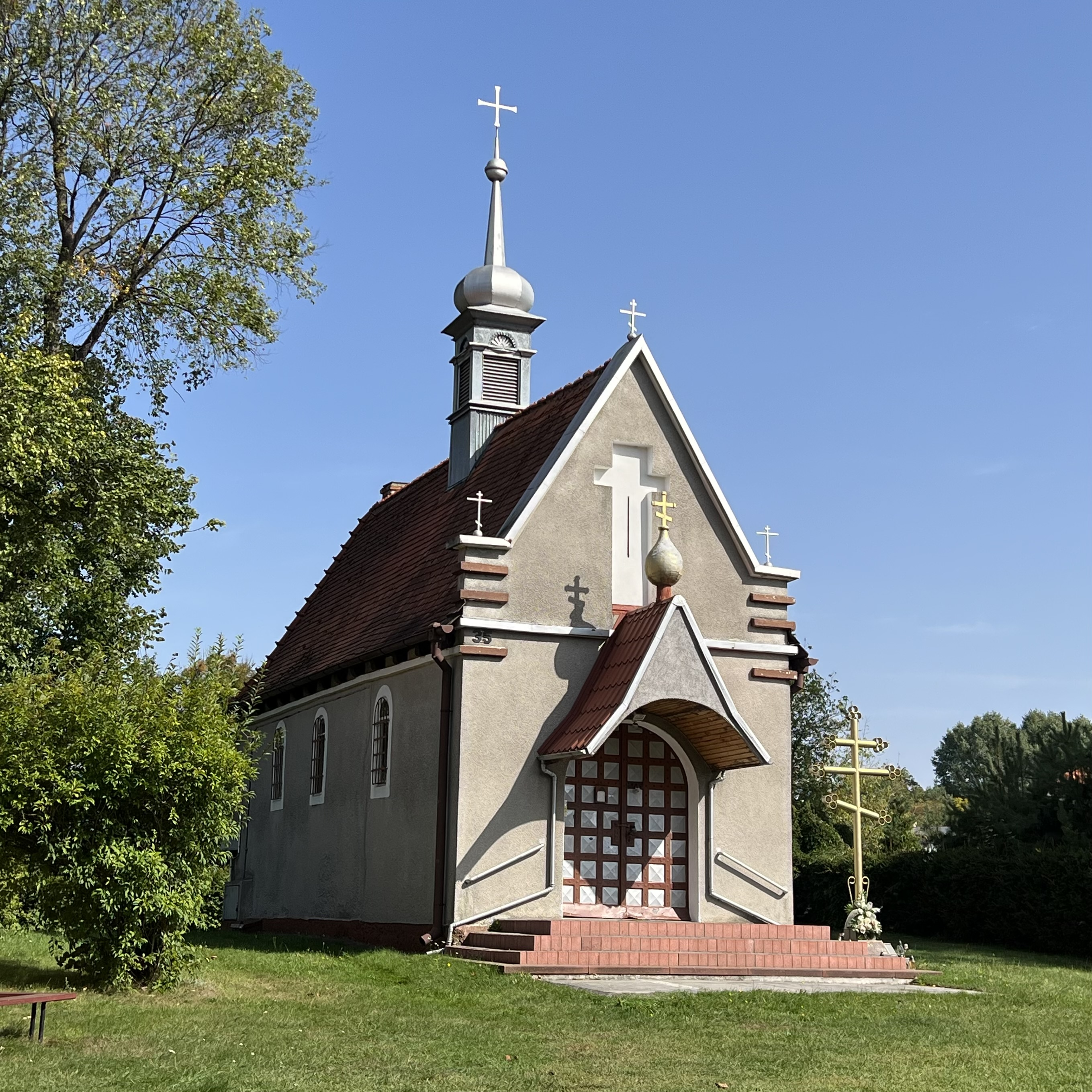
Польська православна церква - (Православ'я в Польщі)
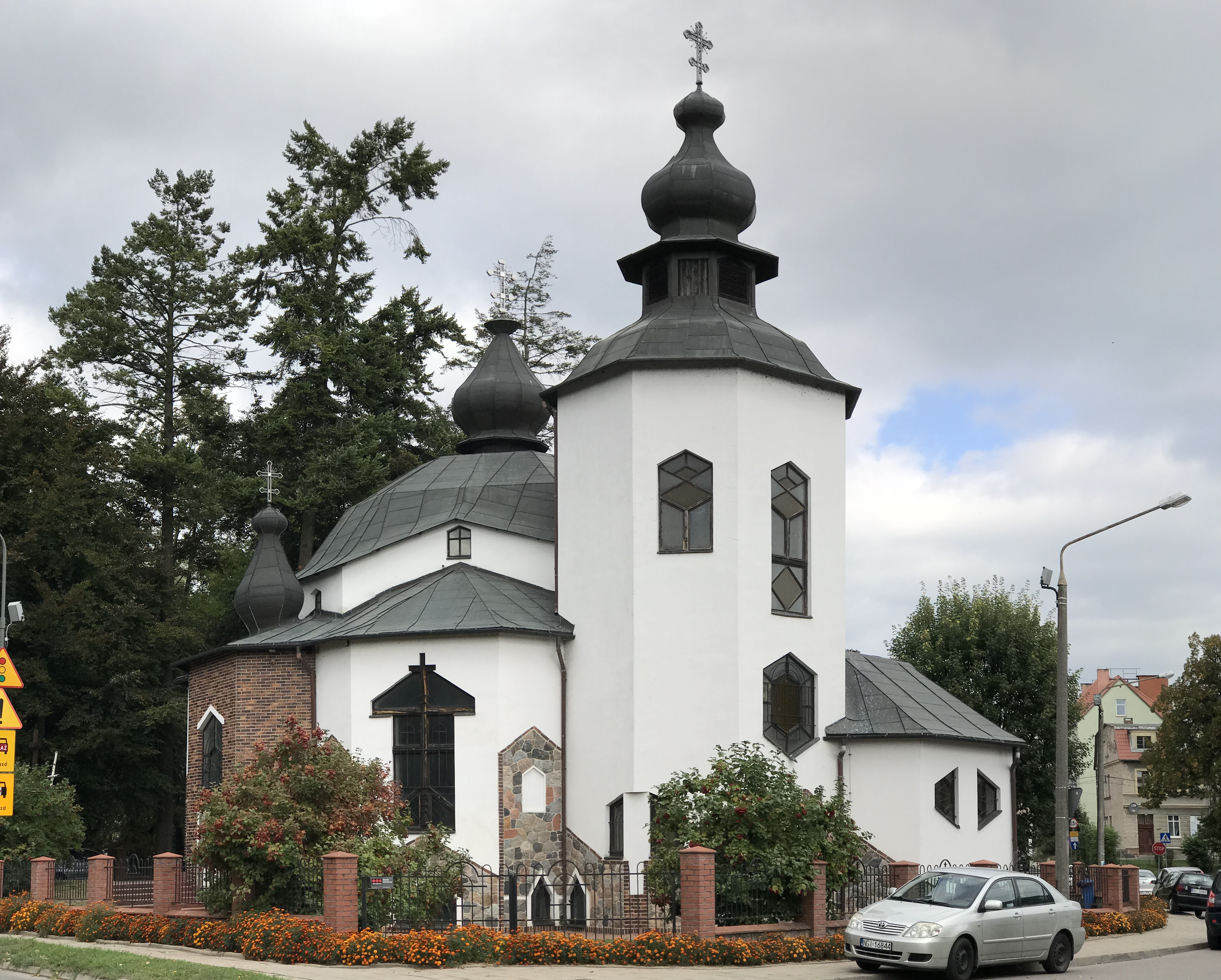
Греко-католицька церква в Польщі

## Демографія
Демографічна структура станом на 31 березня 2011 року:
|          | Загалом | Допрацездатний вік | Працездатний вік | Постпрацездатний вік |
| -------- | ------- | ------------------ | ---------------- | -------------------- |
| Чоловіки | 14324   | 2710               | 10095            | 1519                 |
| Жінки    | 15854   | 2682               | 9547             | 3625                 |
| Разом    | 30178   | 5392               | 19642            | 5144                 |

## Відомі люди
- Войчех Кентшинський — польський історик, багатолітній директор Народної бібліотеки ім. Оссолінських у Львові.